# Тијаго Браз да Силва
Тијаго Браз да Силва (порт. Thiago Braz da Silva; Марилија, 16. децембар 1993.) је бразилски атлетичар, Олимпијски шампион у скоку мотком из Рија 2016.

## Каријера
2012. године Браз је освојио златну медаљу на Светском јуниорском првенству.
2013. постао је шампион Јужне Америке са новим рекордом на отвореном од 5,83 метра. 24. јуна 2015. поставио је нови рекорд од 5,92 метра у Бакуу у Азербејџану.
13. фебруара 2016. прескочио је јужноамерички рекорд у дворани на 5,93 метра у Берлину.
5. августа 2016. на Олимпијским играма у Рио де Жанеиру, Тијаго Браз да Силва освојио је златну медаљу у скоку мотком победивши француског скакача Ренеа Лавиленија. У финалу, успешним другим покушајем на 6,03 м, да Силва је поставио нови олимпијски рекорд. Лавилени, пошто није успео у прва два покушаја на 6,03 м, покушао је на 6,08 м, али није успео.
Браз је поново учествовао на Олимпијским играма 2020. у Токију. У финалу је прескочио 5,87 м и освојио бронзану медаљу.
На Светском првенству у дворани 2022. у Београду, Браз је освојио сребрну медаљу скоком од 5,95, што је нови дворански рекорд Јужне Америке. Злато је припало Швеђанину Дуплантису, који је тада оборио светски рекорд са 6,20.
На Светском првенству 2022. Браз је завршио на 4. месту са скоком од 5,87.
У јулу 2023, Браз је био позитиван на остарин па је привремено суспендован. 28. маја 2024. године дисциплински трибунал га је казнио са 16 месеци суспензије.

## Лични рекорди
- Скок мотком (на отвореном): 6,03 м – Рио де Жанеиро, Бразил, 15. август 2016.
- Скок мотком (у дворани): 5,95 м – Београд, Србија, 20. март 2022.

## Међународна такмичења
| Година                | Такмичење                    | Место                               | Позиција              | Дисциплина            | Резултат              | Белешка              |
| Представљајући Бразил | Представљајући Бразил        | Представљајући Бразил               | Представљајући Бразил | Представљајући Бразил | Представљајући Бразил |                      |
| --------------------- | ---------------------------- | ----------------------------------- | --------------------- | --------------------- | --------------------- | -------------------- |
| 2012                  | Светско првенство за јуниоре | Барселона, Шпанија                  | 1.                    | Скок мотком           | 5.55 м                |                      |
| 2013                  | Првенство Јужне Америке      | Картахена де Индијас, Колумбија     | 1.                    | Скок мотком           | 5.83 м                |                      |
| 2013                  | Светско првенство            | Москва, Русија                      | 14.                   | Скок мотком           | 5.40 м                |                      |
| 2014                  | Светско првенство у дворани  | Сопот, Пољска                       | 4.                    | Скок мотком           | 5.75 м                |                      |
| 2015                  | Светско првенство            | Пекинг, Кина                        | 19.                   | Скок мотком           | 5.65 м                |                      |
| 2016                  | Светско првенство у дворани  | Портланд, Сједињене Америчке Државе | 12.                   | Скок мотком           | 5.55 м                |                      |
| 2016                  | Олимпијске игре              | Рио де Жанеиро, Бразил              | 1.                    | Скок мотком           | 6.03 м                | Рекорд Јужне Америке |
| 2018                  | Светско првенство у дворани  | Бирмингем, Уједињено Краљевство     | 12.                   | Скок мотком           | 5.60 м                |                      |
| 2019                  | Првенство Јужне Америке      | Лима, Перу                          | 2.                    | Скок мотком           | 5.41 м                |                      |
| 2019                  | Пан-Америчке игре            | Лима, Перу                          | 4.                    | Скок мотком           | 5.51 м                |                      |
| 2019                  | Светско првенство            | Доха, Катар                         | 5.                    | Скок мотком           | 5.70 м                |                      |
| 2021                  | Олимпијске игре              | Токио, Јапан                        | 3.                    | Скок мотком           | 5.87 м                |                      |
| 2022                  | Светско првенство у дворани  | Београд, Србија                     | 2.                    | Скок мотком           | 5.95 м                | Рекорд Јужне Америке |
| 2022                  | Светско првенство            | Јуџин, Сједињене Америчке Државе    | 4.                    | Скок мотком           | 5.87 м                |                      |